# Metageneza
Metageneza ali menjava generacij (tudi prerod) je tip življenjskega cikla, ki se pojavlja pri rastlinah, algah (rdečih in zelenih) in nekaterih protistih, za katere sta značilni jasno opredeljeni haploidna spolna in diploidna nespolna faza. V omenjenih taksonih se večcelični haploidni gametofit, ki ima n kromosomov, izmenjuje z večceličnih diploidnim sporofitom, ki ima 2n kromosomov (iz n parov). Menjava generacij se v nekoliko predrugačeni različici pojavlja tudi pri glivah.
Zreli sporofit v procesu mejoze ali redukcijske delitve, za katero je značilna prepolovitev ploidnega stanja (iz 2n nastane n struktura), proizvede haploidne spore. Haploidne spore kalijo in zrastejo v haploidni gametofit. Ko ta doseže zrelost, v njem začnejo z mitotsko delitvijo nastajati gamete (spolne celice), pri čemer se število kromosomov ne spremeni (strukture so še vedno haploidne). Dve gameti (ki izvirata iz dveh različnih organizmov ali zgolj enega samega) se združita in tvorita diploidno zigoto ali spojek, ki zatem zraste v diploidni sporofit.
Razmerje med sporofitom in gametofitom se razlikuje med posameznimi skupinami rastlin in alg. Pri tistih algah, pri katerih se pojavlja metageneza, so sporofiti in gametofiti ločeni neodvisni organizmi, ki so si lahko podobni ali ne. Za mahove, jetrenjake in rogovnjake je značilen manj razvit sporofit, ki je življenjsko odvisen od gametofita. Četudi je sporofit mahov in rogovnjakov sposoben izvajanja fotosinteze, za nemoteno rast in razvoj potrebuje vodo ter hranila, ki jih zagotavlja gametofit. Drugačno razmerje velja med gametofitom in sporofitom višjih rastlin, kjer so gametofiti manj razviti, četudi so v geološkem obdobju devona nekatere višje rastline imele obe fazi ekvivalentni. Pri praprotnicah je gametofit majhen ploščat avtotofrofni protalij (predkal), na katerega se sporofit v majhni meri zanaša na hranila. Za kritosemenke je značilen še bolj poenostavljen gametofit, ki se nahaja znotraj sporofita in ga gradi le peščica celic.
Za razliko od rastlin se živali razvijajo nekoliko drugače. Bistvena značilnost živalskega življenjskega cikla je neposredni nastanek haploidnih gamet. Ne pojavljajo se namreč haploidne spore, ki bi bile sposobne delitve; posledično pri večini živali ni prisotne večcelične haploidne faze (z izjemo nekaterih žuželk, kjer so samci, ki se razvijejo iz neoplojenih jajčec, haploidni). Hkrati se pri živalih mejoza pojavlja pri nastajanju gamet (spolnih celic) in ne spor kot pri rastlinah.
Življenjski cikel rastlin in alg, pri katerem se izmenjujeta haploidna in diploidna večcelična faza, je diplohaplonten (pri metagenezi prevladuje diploidna generacija) ali haplodiplonten (pri metagenezi prevladuje haploidna generacija). Za živali in organizme, ki imajo podoben tip razmnoževanja, pri katerem se pojavlja zgolj večcelična diploidna faza (haploidna je le enocelična gameta), se uporablja izraz diplont. Haplonti imajo le haploidne večcelične faze, diploidna pa je zgolj zigota.

## Definicija in raznolikost
Metageneza je definirana kot izmenjava večcelične diploidne in večcelične haploidne oblike v življenjskem ciklu organizma, pri čemer ni pomembno, ali sta sporofit in gametofit neodvisno živeči strukturi. Pri nekaterih vrstah, kot je denimo morska solata vrste Ulva lactuca, sta diploidna in haploidna faza avtonomna in ločena organizma, ki pa imata enak izgled (rečemo, da sta homomorfna ali izomorfna). Plavajoče haploidne gamete se spojijo in tvorijo diploidno zigoto, ki zatem zraste v večcelični diploidni sporofit. Ta zatem v procesu mejoze proizvede plavajoče haploidne spore, ki zrastejo v haploidni gametofit.
Nasprotno se pri nekaterih skupinah pojavljajo sporofiti ali gametofiti, ki so poenostavljeni in prehransko odvisni od druge strukture. Primer takšnega pojava so mahovi in ostali briofiti, pri katerih je prevladujoča gametofitna generacija, na katero se zanaša tudi sporofit. Obraten odnos je značilen za višje rastline, ki imajo močno reduciran gametofit. Pri semenkah se ženski gametofit razvije v notranjosti sporofita, ki opravlja tudi zaščitno in prehransko vlogo ter čez čas skrbi za embrionalni sporofit, ki nastane po spojitvi gamet. Pelodna zrna so mikrospore, ki predstavljajo osnovo za nastanek zgolj nekajceličnih (pogosto troceličnih) moških gametofitov. V takšnih primerih je razločevanje nespolne in spolne generacije težavno.

## Zgodovina raziskovanja
Velik pomen pri raziskovanju življenjskega cikla živih bitij imata nemški botanik in pesnik Adelbert von Chamisso ter danski zoolog Japetus Steenstrup, ki sta pojavljanju spolne in nespolne generacije pri živalih dala ime menjava generacij. Strokovnjaka sta ta pojav opisovala pri plaščarjih, ožigalkarjih in sesačih. Omenjeni fenomen se imenuje tudi heterogamija. Danes se termin menjava generacij (pogosteje metageneza) v glavnem pripisuje življenjskemu ciklu rastlin; še posebej takim, ki imajo haploidne gametofite in diploidne sporofite.
Nemški biolog Wilhelm Hofmeister je prikazal morfološko menjavo generacij pri rastlinah; in sicer med sporofitom (ki proizvaja spore) in gametofitom (ki je osnova za nastanek gamet). V tistem času se je pojavilo tudi vprašanje, ki je zadevalo izvor nespolne generacije kopenskih rastlin (tj. sporofita); pri njegovem razreševanju pa sta imela bistveno vlogo češki botanik Ladislav Čelakovský (leta 1874), ki je zagovarjal antitetično menjavo generacij, in nemški botanik Nathanael Pringsheim (leta 1876), ki je predlagal homologno zamenjavo generacij.
Nemško-poljski botanik Eduard Strasburger (1874) je raziskal menjavo diploidnih in haploidnih jedrnih faz, ki se imenuje tudi citološka menjava jedrnih faz. Kljub podobnemu izrazoslovju sta morfološka menjava in jedrna menjava občasno neodvisni druga od druge. Takšne so denimo rdeče alge, pri katerih se enaka jedrna faza pojavlja pri dveh morfološko različnih generacijah (namesto dveh imajo te alge tri faze, pri čemer sta dve sporofitski). Pri nekaterih praprotih, ki so v evolucijskem razvoju izgubile zmožnost spolnega razmnoževanja, se sprememba v jedrni faza ne pojavlja, četudi je prisotna izrazita menjava morfoloških generacij.

## Splošni pregled metageneze

### Enostavni potek metageneze
Diagram na desni prikazuje osnovne značilnosti menjave generacij rastlin. Kljub temu obstaja veliko različic metageneze, ki so odvisne od taksonov, pri katerih se pojavljajo. Sledi opis diagrama, ki se začne na skrajno desni strani:
- Dve enocelični haploidni gameti, ki vsaka vsebujeta n nepodvojenih (neparjenih) kromosomov, se zlijeta in tvorita enocelično diploidno zigoto, ki sedaj vsebuje n parov kromosomov (torej 2n kromosomov v celoti).
- Enocelična diploidna zigota kali (se mitotsko deli in pri tem povečuje), pri čemer še vedno ohrani 2n kromosomov. Nastane večcelični diploidni organizem, ki se imenuje sporofit (ob zrelosti bo namreč proizvajal spore).
- Ko doseže zrelost, na sporofitu zraste eden ali več sporangijev; to so organi, ki proizvajajo diploidne materinske spore ali sporocite. Te se zatem mejotsko delijo, pri tem prepolovijo število svojih kromosomov (iz 2n nastane n kromosomov), rezultat procesa pa so štiri haploidne spore.
- Enocelična haploidna spora kali, pri čemer se njene nastale celice delijo zgolj mitotsko, kar pomeni, da je kromosomov še vedno n. Nastane večcelični haploidni organizem, ki se imenuje gametofit (ob zrelosti namreč proizvaja gamete ali spolne celice).
- Ko doseže zrelost, na gametofitu zraste eden ali več gametangijev; to so organi, ki proizvajajo haploidne gamete. Vsaj en tip nastalih gamet ima mehanizme, ki mu omogočajo, da doseže druge gamete in se z njimi spoji.

Pri živalih je situacija precej drugačna, saj je bistveno ravno to, da diploid z mejozo neposredno proizvede haploidne gamete. Spore (tj. haploidne celice, ki so sposobne izvesti mejozo) niso prisotne, prav tako je odsotna večcelična nespolna generacija, ki bi se izmenjevala z večcelično spolno generacijo (z izjemo že omenjenih posamičnih žuželčjih vrst, kjer so samci, ki se razvijejo iz neoplojenih jajčec, haploidni, medtem ko so samice diploidne in nastanejo iz oplojenih jajčec). Hkrati se pri živalih mejoza pojavlja pri nastajanju gamet (spolnih celic) in ne spor kot pri rastlinah.

### Variacije
Zgornji opis je dobro predstavljen življenjski cikel nekaterih večceličnih alg (denimo rodu Cladophora), ki imajo sporofit in gametofit skoraj enakega videza in nimajo različnih tipov spor ter gamet.
Pri drugih skupinah se pojavljajo številne variacije, četudi osnovni elementi v večji meri ostajajo enaki zgoraj opisanim. Med pogostejše variacije spadajo naslednje.
Glede na razmerje med sporofitom in gametofitom:
- Sta enakovredna (homomorfna ali izomorfna metageneza). Nitaste alge rodu Cladophora, ki so pogoste v sladkih vodah, imajo podobne diploidne sporofite in haploidne gametofite.[31][30] Pri živečih kopenskih rastlinah ni enakovrednih sporofitov in gametofitov, četudi nekateri strokovnjaki menijo, da so v evolucijski zgodovini obstajali.[10]
- Sta neenakovredna (heteromorfna ali anizomorfna metageneza).
  - Dominantni gametofit (gametofitska). Pri mahovih, jetrenjakih in rogovnjakih je prevladujoča (dominantna) oblika haploidni gametofit. Diploidni sporofit ni sposoben samostojnega preživetja, saj je prehransko odvisen od starševskega gametofita, v svoji zrelosti pa tudi nima klorofila.[32]
  - Dominantni sporofit (sporofitska). Pri praprotih sta tako gametofit kot tudi sporofit avtonomni strukturi, četudi je prevladujoč diploidni sporofit. Haploidni gametofit je precej manjši in ima poenostavljeno zgradbo. Pri semenkah je gametofit izredno enostaven (minimalno ga sestavljajo tri celice), vsa svoja hranila pa dobi od sporofita. Zaradi slednjega številni avtorji pri semenkah namesto pojma izmenjava generacij uporabljajo izraz izmenjava faz, ker sporofit in gametofit navzven delujeta kot en organizem.[20]

Glede na lastnosti gamet (spolnih celic):
- Obe gameti sta enaki (izogamija ali homogamija). Kot tudi ostale vrste rodu Cladophora ima vrsta C. callicoma gamete, ki so enake (so običkane, enako gibljive in imajo enak izgled).[31]
- Gamete so različnih velikosti (anizogamija ali heterogamija).[33]
  - Obe gameti imata podobno mobilnost (sposobnost premikanja). Pri morski solati (Ulva) nastajajo gamete z dvema bičkoma in zato sposobne premikanja. Kljub temu gameti nista enaki, ker so ženske precej večje od moških spolnih celic.[34]
  - Ena gameta velika in nepremična, druga majhna in premična (oogamija). Večje nepremične (mega)gamete so jajčne celice, medtem ko so manjše in premične (mikro)gamete spermalne celice (spermatozoji ali spermatozoidi). Pri nekaterih vrstah je sicer gibljivost spermalnih celic majhna (omejena), a so se te še vedno sposobne prebiti do ženskih spolnih celic.[35] Kadar spermalne celice in jajčne celice nastajajo v različnih tipih gametangijev, se tisti, ki proizvajajo moške gamete, imenujejo anteridiji, medtem ko so arhegoniji (oogoniji) zadolženi za nastanek ženskih spolnih celic.[36][37]
    - Anteridij in arhegonij se pojavljata na istem gametofitu, ki se mu zato doda pridevnik enodomen (monecičen). Nekateri viri tovrstne gametofite imenujejo tudi monoecični gametofiti.[38][39][1]
    - Anteridij in arhegonij se ne pojavljata na istem gametofitu. V takšnem primeru gametofit nosi pridevnik dvodomen (diecičen). Mah vrste Mnium hornum ima gametofit kot prevladujočo generacijo, pri čemer je gametofit diecičen (moške rastline proizvajajo samo anteridije, medtem ko arhegoniji nastajajo zgolj na rastlinah ženskega spola). Tudi gametofit semenk je diecičen, četudi se zanj pogosteje uporablja termin dvodomen. Kljub temu pa je starševski sporofit semenk lahko tako diecičen (dvodomen) kot monecičen (enodomen). Gametofit semenk je zelo reduciran, saj arhegonij gradi le peščica celic, medtem ko ves moški gametofit predstavljata samo dve celici.[38][28][1]

Glede na diferenciacijo spor:
- Spore so enake velikosti (homosporija ali izosporija). Preslice (Equisetum) imajo spore, ki so enako velike.[19]
- Spore so različno velike (heterosporija ali anizosporija). Večje spore se imenujejo megaspore (ali makrospore), medtem ko so manjše mikrospore. Kadar v sporangijih nastajajo različni tipi spor, se tisti, ki proizvajajo megaspore, imenujejo megasporangiji, medtem ko mikrospore nastajajo v mikrosporangijih. Pri nastanku megaspore običajno tri celice, nastale v procesu mejoze, propadejo.[19][40]
  - Megasporangij in mikrosporangij se pojavljata na istem sporofitu, ki je zato monecičen. V to kategorijo spada večina kritosemenk. Tako denimo lilijin cvet vsebuje šest prašnikov, v njih so mikrosporangiji, ki proizvajajo mikrospore, te pa se razvijejo v pelodna zrna (torej mikrogametofite), in šest zraslih plodnih listov, ki proizvedejo več megasporangijev (semenskih zasnov), v katerih nastajajo megaspore, ki se zatem preobrazijo v megagametofit.[28]
  - Megasporangij in mikrosporangij se pojavljata na različnih sporofitih, ki jim zato pravimo diecični. Posamično drevo navadne bodike (Ilex aquifolium) proizvaja moške cvetove, ki imajo funkcionalne samo prašnike (mikrosporangije), v katerih nastajajo mikrospore in zatem pelodna zrna (mikrogametofiti), ali ženske cvetove, ki imajo funkcionalne samo plodne liste, ki so osnova za nastanek megasporangijev (semenskih zasnov), v katerih nastajajo megaspore, ki se zatem preobrazijo v večcelični megagametofit.[28][41]

### Kompleksni potek metageneze
Diagram na desni prikazuje menjavo generacij pri vrsti, ki je heteromorfna (ima neenakovredni sporofit in gametofit), sporofitska (dominanten je sporofit), oogametska (ena gameta je velika in nepremična, druga obratno), diecična (dvodomna) in heterosporna (spore so različno velike). Takšna rastlina je denimo vrba. Opis, ki sledi, se začne na sredini diagrama:
- Nepremična jajčna celice, ki se nahaja v arhegoniju, se zlije z gibljivo spermalno celico, ki izvira iz anteridija. Nastane zigota, ki je moška ali ženska.
  - Moška zigota se mitotsko deli in zraste v mikrosporofit, ki ob zrelosti proizvede enega ali več mikrosporangijev, v katerih se mejotsko razvijejo mikrospore.
  - Mikrospore kalijo in z mitotskimi delitvami zrastejo v mikrogametofite, na katerih ob zrelosti nastajajo anteridiji (eden ali več). V anteridiju se razvijajo spermalne celilce.
  - Ženska zigota se mitotsko deli in zraste v megasporofit, ki ob zrelosti proizvede enega ali več megasporangijev, v katerih se z mejotsko delitvijo razvijejo megaspore. Običajno nastajajo štiri megaspore, preživi pa samo ena.
  - Megaspore kalijo in z mitotskimi delitvami zrastejo v megagametofite, na katerih ob zrelosti nastajajo arhegoniji (eden ali več). V arhegoniju se razvijejo jajčne celice.